# فیودور دوم
فئودور دوم بوریسوویچ گودونوف روسیه (روسی: Фёдор II Борисович؛ ۱۵۸۹ – ۲۰ ژوئن ۱۶۰۵) در سال ۱۶۰۵ میلادی تزار روسیه بود.

## زندگی

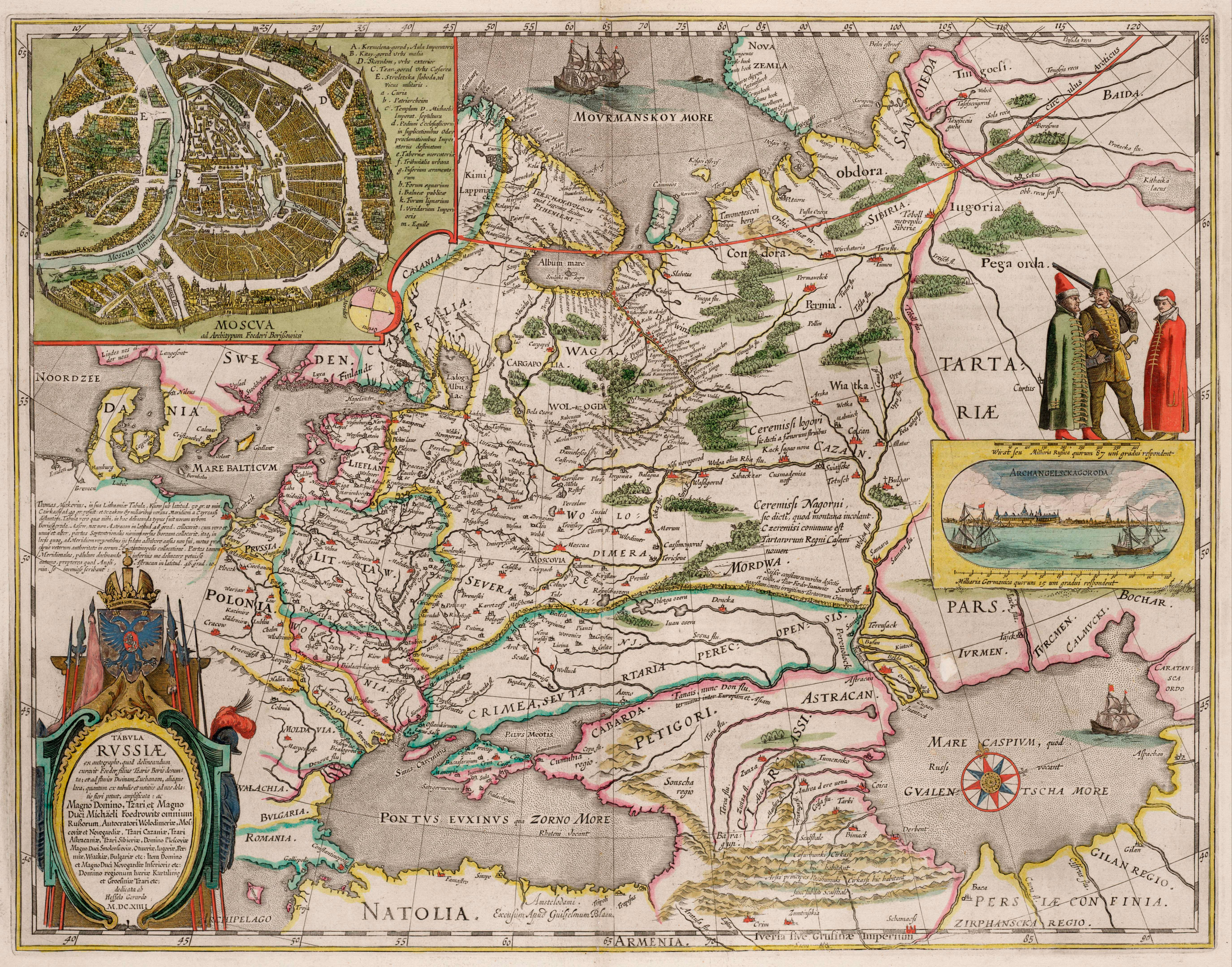
نقشهٔ روسیه اثر فئودور گودونوف، انتشار توسط هسل گریش

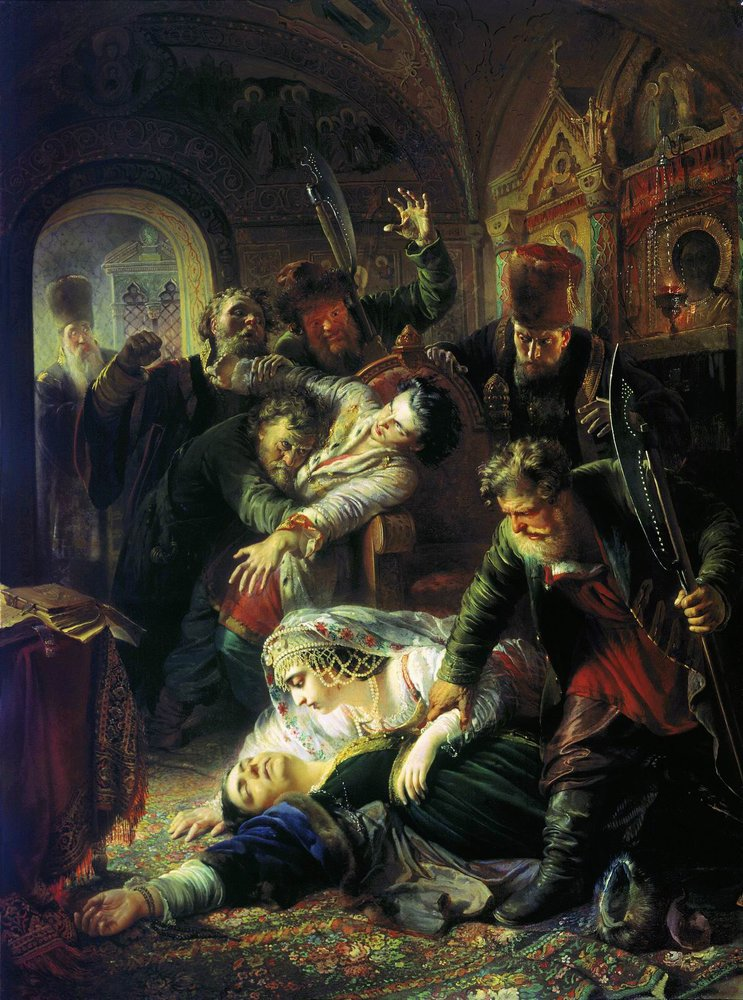
مأموران دیمیتری دروغین در حال کشتن فئودور گودونوف و مادرش، اثر کنستانتین ماکوفسکی (۱۸۶۲)، نگارخانه ترتیاکوف، مسکو

فئودور دوم در مسکو زاده شد. فرزند و جانشین بوریس گودونوف بود. مادرش ماریا گریگوریونا اسکوراتووا-بلسکایا یکی از دختران مالیوتا اسکوراتوف، محبوب مشهور ایوان مخوف بود.
از نظر بدنی قدرتمند و پرشور و مورد علاقهٔ پدرش بود. بهترین آموزش در دسترس در آن زمان را دریافت کرد و از کودکی، همهٔ جزئیات حکومت را فرا گرفت. افزون بر این معمولاً در دوما می‌نشست و دیپلماتهای خارجی را میزبانی می‌کرد. همچنین به نظر می‌رسد بسیار باهوش بوده باشد؛ زیرا نقشه‌ای از روسیه را ایجاد کرد.
پس از مرگ ناگهانی بوریس، در شانزده سالگی در ۱۳ آوریل ۱۶۰۵ به مقام تزار دست یافت. هرچند پدرش در اقدامی احتیاطی دوستانی قدرتمند در پیرامونش قرار داده بود، از نخستین لحظهٔ حکومت در فضایی مملوء از خیانت زندگی کرد. در ۱۱ ژوئن ۱۶۰۵ کاروان دیمیتری دروغین با تقاضای برکناری او به مسکو رسید و نامه‌هایی که آنان در میدان سرخ در برابر عموم خواندند، سرنوشت او را تعیین کرد. گروهی از بویارها که تمایلی به ایراد سوگند وفاداری به تزار تازه نداشتند، کنترل کرملین را به دست گرفتند و او را دستگیر کردند.
در ۱۰ یا ۲۰ ژوئن فئودور به اتفاق مادرش در ساختمانش خفه شد. رسماً علت مرگش خفگی اعلام شد، ولی به گفتهٔ دیپلمات سوئدی پتر پتریوس بدن‌ها که به نمایش عمومی درآمده بودند، نشانه‌هایی از درگیری داشتند. با وجود سن کم، فئودور قوی بود و چهار نفر برای غلبه بر او نیاز بود.